# Førerkort
Et førerkort kan være 2 ting:
1. Erstatningssystem for køreskiver i en lastbil eller bus
2. Bevis for retten til at føre en taxa eller sygetransport

## Lastbil
Et førerkort til lastbil er et chipkort der med tiden kommer til at erstatte køreskiver i lastbiler og busser. Tidligere har føreren hver morgen skullet udfylde en rund skive med navn, sted, dato, nummerplade og kilometerstand, for der efter at sætte skiven i fartskriveren. Skriveren har så tegnet en graf over hastigheden fortløbende på skiven, der langsomt drejer rundt i maskinen. Et omløb tager 24 timer.
Efter 1. januar 2006 har alle ny-indregistrerede lastbiler og busser skullet have en elektronisk / digital fartskriver, der registrerer det samme som nævnt ovenfor, men mere præcist og med færre muligheder for snyd.
For at køre et køretøj med digital fartskriver, skal føreren være i besiddelse af et førerkort, der er personligt og derfor ikke kan udlånes eller overdrages til andre.
Kortet er på størrelse med et dankort og er påført et foto af ejeren, navn, CPR-nummer, kørekortnummer, nationalitet m.v.
Kortet indsættes i maskinen og lagrer oplysninger om kørslen 28 dage tilbage, hvorefter data overskrives. Derfor skal kortet aflæses jævnligt, hvor data overføres til en computer. Lige som med køreskiver skal disse data lagres i et år hos vognmanden.
Fartskriveren lagrer data 365 dage tilbage, så vognmanden kan også se hvordan evt. eksterne chauffører har kørt, ligesom politiet kan aflæse hvem der har kørt køretøjet hvornår, idet maskinen lagrer stamdata fra førerkortet.

## Taxi/sygetransport
For at køre taxi/hyrevogn i Danmark kræves det at personen er indehaver af et gyldigt erhvervskørekort samt et førerkort. 
Et førerkort udstedes typisk af kommunalbestyrelsen i den kommune, hvor chaufføren skal arbejde eller i København af Storkøbenhavns Taxinævn. I nogle kommuner kræves det at føreren gennemfører en prøve i kommunens geografi for at kunne opnå et førerkort. Der skal altid afleveres en straffeattest ved udstedelse af et kommunalt førerkort.
Et førerkort kan max. udstedes med en gyldighed på 5 år, og ansøgeren skal inden for de sidste 10 år have gennemført et chaufførkursus, der er godkendt af Færdselsstyrelsen.